# 789 Лена
789 Лена (енгл. 789 Lena) је астероид главног астероидног појаса са средњом удаљеношћу од Сунца која износи 2,686 астрономских јединица (АЈ).
Апсолутна магнитуда астероида је 10,9 а геометријски албедо 0,078.